# Krystobalit
Krystobalit (cristobalit) – stosunkowo rzadki minerał należący do gromady krzemianów; ceniony w kręgach jubilerskich. Nazwa pochodzi od Cerro San Cristobal w Meksyku, gdzie minerał ten został znaleziony (1884 r.).

## Właściwości
Zazwyczaj tworzy kryształy o pokroju tabliczkowym, niekiedy mające postać ośmiościanu lub sześcianu. Występuje w skupieniach zbitych, drobnoziarnistych, sferolitowych, kulistych, groniastych, włóknistych. Często wykształca zbliźniaczenia. Krystobalit jest przeświecający lub przezroczysty; raczej kruchy i stosunkowo lekki. Zawsze występuje w postaci niewielkich kryształów osiągających wielkość najwyżej kilku milimetrów.

## Występowanie
W różnych skałach magmowych, z których najważniejsze to: andezyt, liparyt, trachit, obsydian, gdzie tworzy się w wysokich temperaturach, rzadziej z opalem, w skale księżycowej, w meteorytach.
Miejsca występowania: Niemcy (Góry Eifel), Francja (Masyw Centralny), Indie, USA (Yellowstone i Kalifornia), Meksyk, Czechy, Słowacja, Włochy.

## Zastosowanie
- interesuje naukowców – służy do określenia warunków tworzenia się skał.
- jest poszukiwany przez kolekcjonerów.